# Атлети Адзурри д’Италия
«Гевисс Стэдиум» (итал. Gewiss Stadium) — футбольный стадион в городе Бергамо, Италия, используемый в качестве домашнего футбольным клубом «Аталанта». Длина поля — 105 метров, ширина — 68 метров. Официальная вместимость стадиона — 24 000 мест.

## История
В 1928 году специально для клуба «Аталанта» был построен стадион, названный в честь фашиста Марио Бруманы, после Второй мировой войны и падения фашизма переименованный в «Комунале», а с 1994 года получивший имя «Атлети Адзурри д’Италия».
8 августа 2017 года «Аталанта» выкупила стадион у властей города за €8,6 млн. Клуб также оплатил €2,6 млн за первый этап реконструкции.
С 1 июля 2019 года и на протяжении шести последующих лет арена будет носить официальное наименование «Гевисс Стэдиум» (Gewiss Stadium).